# Johann Plass
Johann Plass, auch Johann Plaß, (* 1. November 1830 in Grabwinkel, Gemeinde Ansfelden; † 10. Juli 1910 in Fleckendorf, Gemeinde Ansfelden) war Landwirt und Abgeordneter zum Österreichischen Abgeordnetenhaus.

## Leben
Johann Plass war Sohn des gleichnamigen Landwirts und Abgeordneten des Reichstags Johann Plass (1793–1863). Er besuchte eine Volksschule in Ansfelden und wurde danach Landwirt (vulgo Mayr in der Thann) in Grabwinkel. Im Jahr 1893 übergab er den Hof an seinen Bruder und übersiedelte nach Fleckendorf, wo er ab 1908 Besitzer des Zimmermannguts wurde. Er starb am 10. Juli 1910 an einem Herzfehler („Vitium cordis“).
Im Jahr 1893 wurde ihm das Goldene Verdienstkreuz mit der Krone verliehen und er war auch Ehrenbürger von Ansfelden.
Johann Plass war von 1881 bis 1902 Mitglied im Oberösterreichischen Landtag (VI., VII., VIII. und IX. Wahlperiode) und war dort Abgeordneter der Landgemeinden (Wahlbezirk Steyr). Vom 2. September 1876 bis zum 6. Februar 1900 war er auch Bürgermeister von Ansfelden.
Er war römisch-katholisch und blieb zeit seines Lebens ledig. Sein Bruder war der Ökonomie-Direktor des Chorherrenstiftes St. Florian, Franz Plaß.

## Politische Funktionen
Johann Plass war vom 14. November 1881 bis zum 30. Januar 1907 Abgeordneter des Abgeordnetenhauses im Reichsrat (VI., VII., VIII., IX. und X. Legislaturperiode) und war dort für die Kurie Oberösterreich, Landgemeinden 1 (Linz, St. Florian, Enns, Steyr, Weyer, Kremsmünster, Neuhofen) zuständig. Er war der Nachfolger des verstorbenen Johann Zeilberger.

## Klubmitgliedschaften
Johann Plass war ab dem Jahr 1881 Mitglied im Zentrum-Klub, ab 1891 im Klub der Konservativen und ab dem 26. November 1895 im Klub der Katholischen Volkspartei. Ab 1901 war er wieder im katholisch-konservativen Zentrum-Klub.